# Lijst van nog bestaande schuilkerken
Dit is een incompleet overzicht van nog bestaande gebouwen in Nederland die in gebruik zijn geweest als schuilkerk. In sommige gevallen betreft het kerken die gebouwd zijn als schuilkerk, maar nu bekend zijn als kerk en ook nog als zodanig in gebruik zijn.
| Plaats         | Naam                                                                                | Denominatie                        | Bijzonderheden | Afbeelding             |
| -------------- | ----------------------------------------------------------------------------------- | ---------------------------------- | --- | ---------------------- |
| Aerdenhout     | Schuilkerk De Koekoek, alias de Kapel, gelegen op landgoed Koekoeksduin (anno 1648) | Rooms-katholiek                    | Thans particulier bewoond. |                        |
| Amsterdam      | Kapel op het Begijnhof                                                              | Rooms-katholiek                    | |                        |
| Amsterdam      | Ons' Lieve Heer op Solder ook: Het haantje en het hert                              | Rooms-katholiek                    | Nu Museum Amstelkring |                        |
| Amsterdam      | De Papegaai, de HH. Petrus en Paulus-kerk                                           | Rooms-katholiek                    | |                        |
| Amsterdam      | De Rode Hoed                                                                        | Remonstrants                       | Thans debatcentruum |                        |
| Amsterdam      | De Singelkerk                                                                       | Doopsgezind                        | Singel 452, ook zichtbaar vanaf de Herengracht |                        |
| Breda          | Lutherse kerk                                                                       | Luthers                            | Voormalig woonhuis 'Repos Ailleurs' aan de Veemarktstraat 11 |                        |
| Delft          | H.H. Maria en Ursulakerk                                                            | Oudkatholiek                       | Voortgekomen uit de Ursulakerk |                        |
| Den Haag       | H.H. Jacobus- en Augustinuskerk                                                     | Oudkatholiek                       | In de Juffrouw Idastraat |                        |
| Deventer       | Penninckhuis                                                                        | Doopsgezind                        | De kerk werd gebouwd achter een patriciërswoonhuis |                        |
| Diemen         | De Hoop                                                                             | Rooms-katholiek                    | |                        |
| Diepenveen     | Oud Rande                                                                           | Rooms-katholiek                    | Voormalige havezate |                        |
| Edam           | Doopsgezinde vermaning                                                              | Doopsgezinden                      | |                        |
| Geulhem        | Kapel Geulhemmergroeve                                                              | Rooms-katholiek                    | | Kapel Geulhemmergroeve |
| Gorinchem      | Dit Is In Abrahams Schoot                                                           | Hersteld Evangelisch Lutherse Kerk | Voormalige oudkatholieke schuilkerk |                        |
| Gouda          | Oudkatholieke schuilkerk                                                            | Oudkatholiek                       | |                        |
| Hoorn          | Lutherse kerk                                                                       | Evangelisch-Luthers                | Kerk is gebouwd op de plek van een eerdere schuilkerk. De kerk heeft een lagere gevel dan de pastorie rechts van de kerk. Bij de bouw mocht de kerk niet als kerk herkenbaar zijn, daarom is er geen toren gebouwd.                                                |                        |
| Hoorn          | Foreestenhuis                                                                       | Remonstrants                       | Sinds 1971 maken ook de doopsgezinden gebruik van de kerk, rechter helft is kerk en de linker helft is voormalige woning. Strikt genomen geen schuilkerk, omdat het pand als woonhuis gebouwd is. De kerkzaal is de voormalige balzaal van de familie Van Foreest. |                        |
| Huizen         | Oudkatholieke schuilkerk                                                            | Oudkatholiek                       | In 1725 aan de Havenstraat 8 gebouwd als Oudkatholieke schuilkerk, daarna in gebruik geweest als postkantoor, agentschap van de Gooi & Eemlander en na grondige restauratie van het pand thans in gebruik als kringloopwinkel.                                     |                        |
| Kampen         | Paterkerk                                                                           | Rooms-katholiek                    | Oogt als woning |                        |
| Krommenie      | Oudkatholieke schuilkerk                                                            | Oudkatholiek                       | Als deel van een boerderij |                        |
| Loenen         | Schuilkerk Ter Horst                                                                | Rooms-katholiek                    | Bijgebouw kasteel Ter Horst |                        |
| Maastricht     | Lutherse kerk                                                                       | Luthers                            | |                        |
| Medemblik      | Doopsgezinde kerk                                                                   | Doopsgezinden                      | Het pand stamt uit 1687 en is meermalen verbouwd. Het huidige interieur stamt uit 1867 en is ontworpen door A.T. van Wijngaarden |                        |
| Middenbeemster | Doopsgezinde schuilkerk                                                             | Doopsgezind                        | Volgens gevelsteen gebouwd in 1784. Gevormd als een schuur. |                        |
| Ouddorp        | Doopsgezinde schuilkerk                                                             | Doopsgezind                        | Tot 1992 in gebruik, tegenwoordig een winkel |                        |
| Pingjum        | Doopsgezinde kerk                                                                   | Doopsgezind                        | |                        |
| Sibbe          | Kapel Sibbergroeve                                                                  | Rooms-katholiek                    | | Kapel Sibbergroeve     |
| Utrecht        | Doopsgezinde kerk                                                                   | Doopsgezind                        | |                        |
| Utrecht        | Getrudiskapel                                                                       | Oudkatholiek                       | Voortgekomen uit de Geertekerk. Naast de kapel is Sint-Gertrudiskathedraal gebouwd, nu de zetel van de aartsbisdom van de Oud-Katholieke kerk. |                        |
| Utrecht        | Maria-minor                                                                         | Oudkatholiek                       | Voortgekomen uit de Buurkerk, tegenwoordig een café |                        |
| Utrecht        | Silokerk                                                                            | Baptisten                          | Herenstraat 34-36. Een voormalige rooms-katholieke schuilkerk uit 1821. |                        |
| Utrecht        | Luthersekerk                                                                        | Luthers                            | Hamburgerstraat 9. |                        |
| Vianen         |                                                                                     | Rooms-katholiek                    | Nu een museum |                        |
| Winterswijk    | Doopsgezinde schuilkerk                                                             | Doopsgezind                        | Na het afbreken Huize Manschot in 1936 waar de kerk achter verscholen lag, kwam de kerk volledig in zicht van de markt |                        |
| Zaandam        | Oudkatholieke schuilkerk                                                            | Oudkatholiek                       | Met bisschopswoning |                        |
| Zutphen        | Rooms-katholieke schuilkapel                                                        | Rooms-katholiek                    | Nu Museum Henriette Polak |                        |
| Zwammerdam     | Remonstrantse schuilkerk                                                            | Remonstrants                       | Molenstraat 10, Zwammerdam. Nog steeds in gebruik. Gebouwd in 1636. In brand gestoken door de Fransen in 1672. In 1676 herbouwd. |                        |